# Frans Aerenhouts
Frans Aerenhouts est un coureur cycliste belge, né le 4 juillet 1937 à Wilrijk dans la province d'Anvers et mort dans la même ville le 30 janvier 2022,. Il est professionnel de 1958 à 1967. Il est le beau-fils de Edward Vissers également coureur cycliste professionnel.

## Palmarès
- 1957
  - Quatre Jours de Berlin
  - 4e étape du Tour du Limbourg amateurs
- 1958
  - 3e étape du Tour de l'Ouest
  - 2e du Tour des Flandres des indépendants
  - 2e de Bruxelles-La Louvière-Bruxelles
  - 2e d'Anvers-Gand
  - 3e des Trois Jours d'Anvers
  - 3e du Circuit Mandel-Lys-Escaut
  - 3e du Circuit des régions flamandes
  - 3e du championnat de Belgique sur route
  - 9e du championnat du monde sur route
- 1959
  -  Champion de Belgique des clubs
  - Circuit Mandel-Lys-Escaut
  - 2e du Circuit de Belgique centrale
  - 3e des Quatre Jours de Dunkerque
  - 3e de Anvers-Liège-Anvers
  - 3e du Circuit des Polders-Campines
  - 3e de la Flèche Hesbignonne
  - 3e de la Flèche Anversoise
  - 6e de Bordeaux-Paris
  - 8e de Liège-Bastogne-Liège
  - 8e de Paris-Tours
  - 9e de Paris-Roubaix
- 1960
  - Gand-Wevelgem
  - Kessel-Lier
  - 2e du Tour du Limbourg
  - 2e du Tour des onze villes
  - 2e du Circuit des Trois Provinces (Avelgem)
  - 3e du championnat de Belgique de vitesse
  - 6e de Paris-Roubaix
- 1961
  -  Champion de Belgique des clubs
  - Gand-Wevelgem
  - Kessel-Lier
  - 2e du Grand Prix E3
  - 2e de Harelbeke-Anvers-Harelbeke
  - 2e d'Anvers-Ougrée
  - 2e d'Anvers-Gand
  - 3e de la Flèche wallonne
  - 3e d'Escaut-Dendre-Lys
- 1962
  - Grand Prix de la Banque
  - 2e d'Anvers-Ougrée
  - 7e de Paris-Roubaix
  - 10e de Bordeaux-Paris
- 1963
  - 12e étape a du Tour d'Espagne
  - 2e de la Coupe Sels
  - 3e du Championnat de Belgique sur route
  - 3e du Circuit des régions flamandes
- 1964
  - 3e du Grand Prix de l'Escaut
  - 4e du Circuit Het Volk
- 1965
  - Grand Prix de la ville de Zottegem
  - Flèche Anversoise
  - 2e du Grand Prix d'Isbergues
- 1966
  - Tour du Brabant
  - 2e de la Coupe Sels
  - 2e du Circuit du Brabant central
  - 3e du Grand Prix Flandria
  - 3e du Circuit des Ardennes Flamandes
  - 3e du championnat de Belgique derrière derny
- 1967
  - Grand Prix d'Antibes
  - 3e du Tour de la Flandre Orientale
  - 3e de la Flèche enghiennoise

## Résultats sur les grands tours

### Tour de France
4 participations
- 1961 : 17e
- 1963 : 42e
- 1964 : 75e
- 1965 : 61e

### Tour d'Espagne
2 participations
- 1963 : 12e, vainqueur de la 12e étape a
- 1964 : 31e

### Tour d'Italie
1 participation
- 1963 : abandon